# Synagoga w Zduńskiej Woli
Synagoga w Zduńskiej Woli – została zbudowana w 1858 roku przy ul. Sieradzkiej.
Podczas II wojny światowej hitlerowcy wykorzystywali obiekt do celów gospodarczych, a następnie rozebrali.